# Всекавказский съезд Советов
Всекавказский Съезд Советов (груз. საბჭოთა კავშირის სრულიად კავკასიური კონგრესი; арм. Սովետների համակովկասյան համագումար; азерб. Ümum Qafqaz Sovetləri Konqresi) — высший орган власти в ЗСФСР за все годы её существования (1922  — 1936 годы).
13 декабря 1922 года 1-й Закавказский съезд Советов (Баку) преобразовал ФСССРЗ в Закавказскую Социалистическую Федеративную Советскую Республику при сохранении самостоятельности входивших в неё республик. Съезд утвердил Конституцию ЗСФСР, образовал Панкавказский ЦИК и правительство — Совет народных комиссаров ЗСФСР, который возглавил И. Д. Орахелашвили.
30 декабря 1922 года ЗСФСР объединилась с РСФСР, УССР и БССР в Союз ССР.
По конституции СССР 1936 года Азербайджанская ССР, Армянская ССР и Грузинская ССР вошли в состав СССР как самостоятельные союзные республики.